# Buscando a Perico
Buscando a Perico es una película cómica española estrenada el 15 de marzo de 1982, dirigida por Antonio del Real y protagonizada por Luis Escobar, Agustín González y Antonio Gamero.

## Sinopsis
Don Cosme es un aristócrata narcotraficante que tras un viaje por América, se trae a España un alijo de cocaína oculto en un paquete de cocos. El trabajo lo realiza su ayudante Ignacio, un buen hombre que no levanta sospechas y que ignora lo que ocultan los cocos. Ya en Madrid, al llevar a sus hijos a la guardería, dos maleantes le roban el coche con su hijo Perico y los cocos llenos de coca dentro. Para resolver el problema se pone en contacto con la policía y con un cuñado suyo que escribe novelas de misterio y que cree que puede ayudarle.

## Reparto
| Actor/Actriz         | Personaje   |
| -------------------- | ----------- |
| Luis Escobar         | Don Cosme   |
| Agustín González     | Ignacio     |
| Antonio Gamero       | Matías      |
| Teddy Bautista       | Baguira     |
| Valentín Paredes     | Paco        |
| Carlos Santurio      | Julito      |
| Santiago Ramos       | Copo        |
| Carlos Mendy         |             |
| Ricardo Palacios     | Siniestra   |
| Guillermo Montesinos | Polilla     |
| Caco Senante         |             |
| Yolanda Medina       | Rosi        |
| María Elena Flores   | Luisa       |
| Laura Cepeda         | Pili        |
| Mercedes Lezcano     | Mari Carmen |
| José Riesgo          | Carlines    |
| Inés París           | Blanca      |
| Juan Ramón Sánchez   | Quini       |
| Carmen Rossi         | Portera     |
| Alberto Fernández    |             |
| Fernando Chinarro    |             |
| Tito Valverde        | Facha       |
| José Yepes           |             |
| José María Lacoma    |             |
| Charly Bravo         |             |
| Antonio Ross         |             |
| Enrique Dauss        |             |
| Emilio Mellado       |             |
| Antonio Requena      |             |
| José Morales         |             |
| Alfonso Castizo      |             |
| Rosa Menéndez        |             |
| Concha Rabal         |             |
| Maruja García Alonso |             |
| Luis A. Sánchez      | Perico      |
| Joaquín Pascual      | Vecino      |